# Gabriel Machemer
Gabriel Machemer (* 29. Oktober 1977 in Wolfen) ist ein deutscher Schriftsteller und Künstler.

## Leben

Ansicht von 1914, früher VEB Neontechnik und Thiem & Töwe, heute Hühnermanhattan

Gabriel Machemer wuchs in Wolfen auf. 1997 legte er sein Abitur am Landes-Kunst-Gymnasium Burg Wettin ab. Er studierte Malerei und Germanistik in Halle und schloss das Studium mit einem Diplom 2005 ab. Seit 1998 betreibt er den Kunst- und Aktionsraum Hühnermanhattan. Zwischen 1999 und 2005 schrieb er zahlreiche Hörgeschichten fürs freie Radio Corax. Er ist bekannt u. a. durch tausende Federzeichnungen, der zehntausend Hasen, der 1200 Esel, der 1400 Porträts von Waisenkindern oder der Gänse, die als Werbefiguren zur Errichtung des Gänse-Brunnens in Halle Kröllwitz an Stifter überreicht wurden. 2008 kaufte er die ehemaligen VEB Neontechnik Werke in Halle und vermietet dort Räume an Künstler, Musiker und Literaten, 2010 erfolgte die Aufnahme in den Förderkreis der Schriftsteller in Sachsen-Anhalt. Seit 2002 organisiert er ehrenamtlich die regelmäßigen Treffen des halleschen Dichterkreises. Seit 2019 hat er gemeinsam mit der Künstlerin Donata Hillger eine Tochter und seit 2021 auch einen Sohn.

## Auszeichnungen
- 1997 „junge Kunst in Anhalt“, erster Platz, Lecorea Zerbst/Anhalt[6]
- 1997 Landesjugendkulturpreis des Landes Sachsen-Anhalt Sachsen/Anhalt für die Ausstellungsreihe „Altäre“
- 1998 Landesjugendkulturpreis des Landes Sachsen-Anhalt Sachsen/Anhalt für das Textbuch „Retrospektive“
- 2000 Stipendium in den Cranach-Höfen der Stadt Wittenberg
- 2003 ACC Stipendium Weimar
- 2004 Bürgermedienpreis der Landesmedienanstalt Sachsen-Anhalt für „Herder, Hamann und die Himmelsleiter“
- 2006 Wilhelm von Kügelgen Stipendium der Sparkasse Anhalt[7]
- 2022 K+S Bergbaustipendium[8]

## Werke

### Einzelveröffentlichungen
- Hühnermanhattan, Roman. Mitteldeutscher Verlag, Halle 2009, ISBN 978-3-89812-619-9.
- Retrospektive, Erzählband. Verlag weiße Elefanten, Halle 1998.
- Portraits, Werkkatalog. Cornelius Verlag, Halle Saale 2014.
- Heimkehr der Hütchenspieler, Roman. Mitteldeutscher Verlag, Halle 2019, ISBN 978-3-96311-185-3.[9]

### In Anthologien
2007 Hackepeter. In: Zornesrot. Herausgegeben von Michael Hametner. Mitteldeutscher Verlag, Halle 2008. ISBN 978-3-89812-440-9

### Als Illustrator
- Zigeunerbaron, Plakat Opernhaus Halle, 2003
- Gelehrte, Weltanschauer, auch Poeten, von Michael Panthenius. Mitteldeutscher Verlag, Halle 2006
- De Schdernstunde von Betlehem: De Weihnachtsjeschichde uff Hallesch- Mitteldeutscher Verlag, Halle 2006
- Irisch für Anfänger, von Niamh Leypoldt, Britta Schulze-Thulin, Lehrbuch Deutsch-Irisch, Buske Verlag, 2012 ISBN 978-3-87548-574-5.
- CD-Cover für das Album Raketenrock der Band Star Roxx aus Halle (Saale), Projektil Records, 2009
- „Kater Moritz“, von Dieter Dolgner, Buchillustrationen 2022. Morio Verlag ISBN 978-3-945424-95-7.

## Ausstellungen
- 2000: „Kunst Online“, 2000 Gemälde an 44 Orten in Sachsen-Anhalt gleichzeitig
- 2003: Novalis – Wo Kinder sind, im Museum Moritzburg Zeitz
- 2006: Baumhäuser Galerie K22a Düsseldorf
- 2004: Herkunft, Niemandsland ACC Galerie Weimar
- 2005: 7000 Badeanzüge, Kiosk Weimar
- 2006: 1200 Eselzeichnungen in verschiedenen Galerien Halle/S
- 2009: 10000 Hasen, Schloßmuseum Stollberg Harz
- 2013: 1400 Kinderportraits, Beitrag der Internationalen Ausstellung: Gewissheit und Vision[3]
- 2014: Gefährten Ullrichkirche Halle Saale